# Ferrovienord

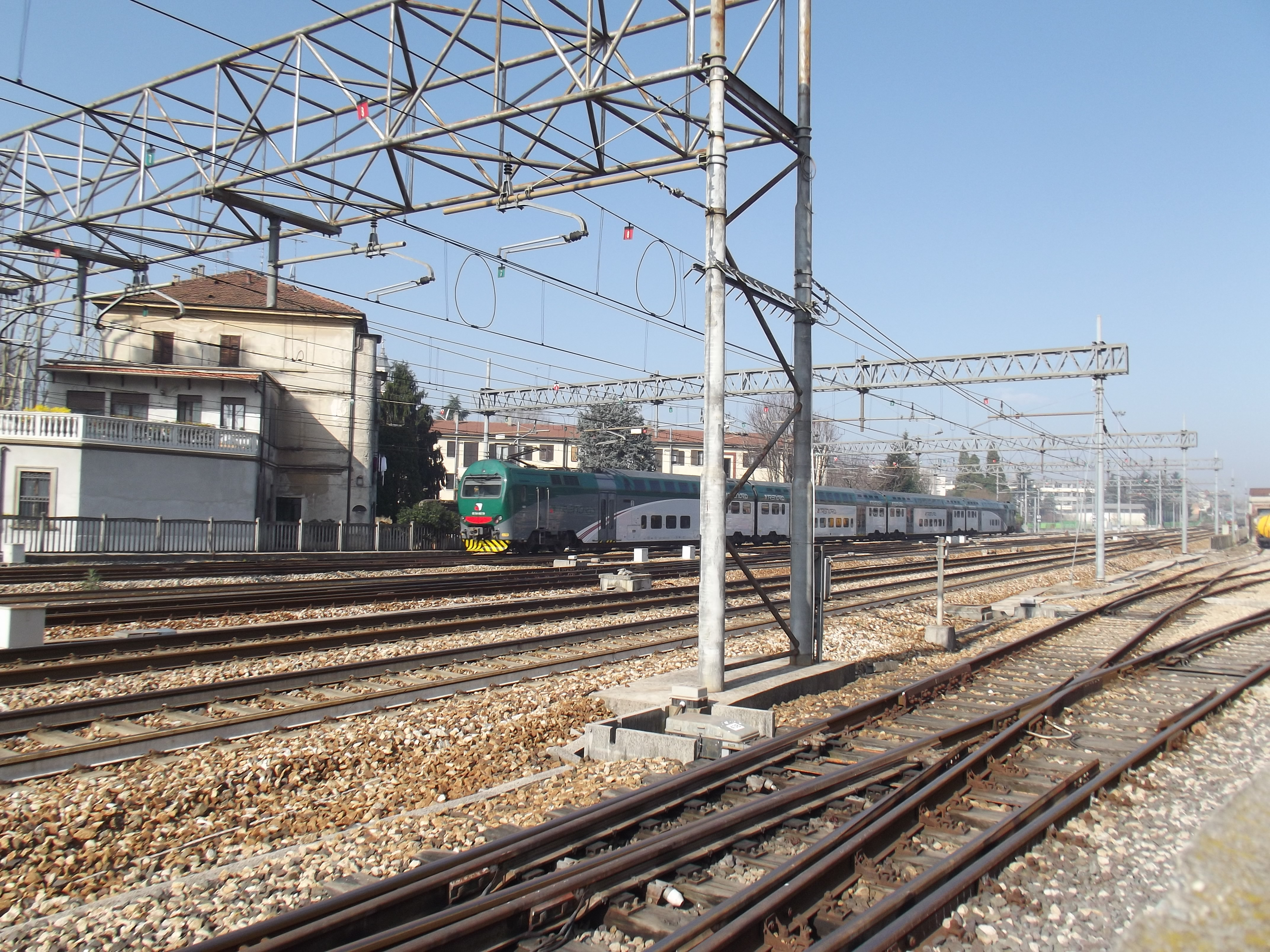
Infrastruktura kolejowa stacji Saronno pod zarządem Ferrovienord

Ferrovienord – włoskie przedsiębiorstwo (spółka akcyjna) zarządzające infrastrukturą kolejową z siedzibą w Mediolanie na dworcu Cadorna.

## Historia
Wraz z przyjęciem w 2006 nowej identyfikacji wizualnej spółek grupy Ferrovie Nord Milano (FNM) nazwa spółki Ferrovie Nord Milano Esercizio uległa zmianie na Ferrovienord. W tym samym czasie Ferrovie Nord Milano Trasporti zmieniła nazwę na LeNORD, a Ferrovienord Milano Engineering na Nord Ing. W styczniu 2009 zakończono sprzedaż 49% kapitału zakładowego Nordcargo Srl spółce DB Schenker Rail Italia Srl, należącej do niemieckiej grupy DB Schenker. W styczniu 2010, po sprzedaży kolejnych 11% udziałów, DB Schenker Rail Italia Srl stała się większościowym udziałowcem Nordcargo Srl. Grupa FNM nadal posiada 40% udziałów. W 2018 Ferrovienord zostało pierwszym zarządcą infrastruktury kolejowej we Włoszech po RFI (Rete Ferroviaria Italia). Uzyskało autoryzację bezpieczeństwa od Krajowej Agencji Bezpieczeństwa Kolei (ANSF).

## Zarządzanie
Przedsiębiorstwo jest w 100% kontrolowane przez FNM, zarządza 331 kilometrami sieci kolejowej w Lombardii i 124 stacjami rozmieszczonymi na pięciu liniach w prowincjach: Mediolan, Varese, Como, Novara, Monza i Brianza (223 km z 87 stacjami) i Brescia (108 km z 37 stacjami). Na sieci tej kursuje dziewięćset pociągów dziennie. Podróżuje nimi około 200.000 pasażerów dziennie, a częstotliwość przyjazdów i odjazdów na stacji Milano Cadorna w godzinach szczytu wynosi prawie jeden pociąg na minutę. Oprócz działalności związanej z ruchem pociągów przedsiębiorstwo zajmuje się zarządzaniem konserwacją sieci, jej adaptacją, uruchamianiem nowych systemów oraz działaniami w sferze prac modernizacyjnych.
Prezydentem Ferrovienord (2023) jest Fulvio Caradonna (ur. 1962), a dyrektorem generalnym Enrico Bellavita (ur. 1971).

## Wykaz linii
W 2023 przedsiębiorstwo zarządzało następującymi liniami kolejowymi:
- Mediolan Cadorna – Saronno
- Saronno – Varese Nord – Laveno Mombello Lago
- Saronno – Como Lago
- Saronno – Seregno
- Saronno – Busto Arsizio Nord – Malpensa T2
- Busto Arsizio Nord – Novara Nord
- Milano Bovisa Politecnico – Seveso – Camnago – Lentate
- Seveso – Asso
- Brescia – Iseo – Edolo
- Bornato – Rovato FN[4]